# Synema luteovittatum
Synema luteovittatum là một loài nhện trong họ Thomisidae.
Loài này thuộc chi Synema. Synema luteovittatum được Eugen von Keyserling miêu tả năm 1891.